# Ermita de Santa Catalina (Vergara)
La ermita de Santa Catalina se encuentra en un alto en el barrio Azkarruntz de Vergara (Guipúzcoa, España), junto al caserío Santa, frente a las instalaciones originales de "Altos Hornos de Bergara". 

## Características
Es un edificio de planta rectangular con orientación E-W, cubierta a dos aguas y caballete perpendicular a la fachada principal. Se levanta en sillarejo en el tercio inferior y mampuesto en el resto. 
Los sillares se reservan para los esquinales. Es una construcción prácticamente ciega. En la fachada principal se abre el acceso bajo un arco ojival adovelado, con la línea de imposta baja, clave, ocho dovelas y jambas de tira en sillar. Dispone además de los siguientes huecos: en el alzado Norte un vano asaetado hoy cegado y un hueco adintelado. 
En la cara Sur se abre un vano también adintelado de similares características a este último. 

## Estilo
Es una ermita tardogótica de una sola nave, con cabecera plana. Se cubre con armadura de correas y dispone de un coro que ocupa gran parte de la planta con frente liso de tablazón machihembrada y sustentado por un solo poste centrado. 
El presbiterio aparece ennoblecido con revestimiento de madera cruda que forra parcialmente el muro de la cabecera. El altar se cubre con una bovedilla de medio cañón realizada con una serie de correas curvas sobre las que se dispone una tablazón machiembrada de madera vista, sin pintar, todo ello colgado de la cubierta y apoyado en los muros laterales, a modo de guardapolvos, dispuesto de tal modo para proteger convenientemente el altar. El arco triunfal se adorna con una guardamalleta recortada con arquillos y merlones, semejante a las tablillas almenadas que cubren las juntas de los registros de tabla del muro testero. 

### Materiales
En cuanto a los materiales utilizados para los acabados, el aparejo ha sido revocado y encalado, el suelo se cubre con losas de piedra caliza de grandes dimensiones. Todos los elementos de carpintería se dejan vistos sin ningún tratamiento.